# 埃斯卡罗斯
埃斯卡罗斯（西班牙語：Ezcároz）是西班牙纳瓦拉的一个市镇。总面积29平方公里，总人口358人（2001年），人口密度12人/平方公里。